# Hilsa (Népal)
Hilsa (népalais : हिल्सा, IAST : hilsā) est un village du Népal, des montagnes du nord-ouest de l'Himalaya népalais, à une altitude de 2 910 mètres. Il est situé sur la rivière Karnali, à la frontalière du xian de Burang (préfecture de Ngari, Région autonome du Tibet), en Chine.

## Transports
La route suivant partiellement, un des affluents du Karnali, la relie, à 51 km à l'est-sud-est à Simikot.